# Надія (телеканал)
«Надія» — це перший християнський телеканал в Україні.

## Опис
Перший вихід в ефір відбувся у серпні 2008 року. З 2013 року телеканал працює цілодобово. Прямі ефіри транслюються на 20 країн з дубляжем шістьма мовами. Перегляд каналу доступний через супутник Astra-4A (Sirius) у більшості кабельних мереж України, через мобільні додатки і на офіційному сайті. 
Аудиторія каналу в кабельних мережах перевищує три млн глядачів. Щодня виходять програми із сурдоперекладом. Телеканал надає програми для трансляції низці регіональних провайдерів. Особливим попитом користуються сімейні, біблійні та мотиваційні: «Сложных текстов нет», «2Я – одне життя», «Малюваки», «Рожеві окуляри», «Друге дихання з Сергієм Степанюком».

## Програмна сітка
У програмну сітку каналу входять 70 програм – для дітей, підлітків, молоді, з історії, здоров’я та відпочинку, музичні, духовного розвитку, біблеїстики, просвітницькі, освітні, новинні, документальні фільми. Це науково-просвітницькі та розважальні програми для різних груп і прошарків населення з урахуванням українського культурного середовища і сучасних потреб. 

### Інформаційно-аналітичні програми
- «Вісті Надії»
- «Так чи інакше»
- «В контексті»
- «Ранок Надії»
- «Є проблема»
- «5 хвилин для змін»

### Соціально-просвітницькі програми
- «Счастливой субботы»
- «Помоліться за мене»
- «Друге дихання з Сергієм Степанюком[4]»
- «Інша сторона»

### Біблійні програми
- «Сложных текстов нет»,
- Цикл лекцій Олександра Болотнікова «Нагорная проповедь и современная этика»
- «Біблія продовжує говорити»

### Програми, присвячені здоров'ю і здоровому способу життя
- «Вопрос доктору»
- «КОКОС»

## Структура телеканалу
З 2015 року телеканал «Надія» входить в однойменну Медіа Групу, яка також включає: 
- перше християнське радіо в Україні «Голос Надії»[5], де 13 FM-станцій цілодобово покривають 1680 населених пунктів від Закарпаття до Харківщини, включаючи обласний центр Черкаси;
- цілодобовий контакт-центр «Надія»[6], який отримує близько ста дзвінків на добу;
- школу дистанційного вивчення Біблії[7], випускниками якої стали 80.000 студентів.

Телеканал «Надія» є частиною всесвітньої телемережі «Hope Channel International». Ця мережа об'єднує 50 каналів, які мовлять 23 мовами на всіх континентах світу.
Партнерами Медіа Групи є благодійна організація «Адвентистське агентство допомоги та розвитку в Україні» (ADRA in Ukraine), і християнське видавництво «Джерело життя».

## Супутникове мовлення
| ID-назва | Супутник          | Частота, МГц | Швидкість | Поляризація     | FEC |
| -------- | ----------------- | ------------ | --------- | --------------- | --- |
| NADIYA   | Astra 4A, 5‘ с.д. | 12130        | 27500     | V (вертикальна) | 3/4 |